# San Agustín (Terol)
San Agustín (en xurro, San Agostín; en castellà i oficialment, San Agustín) és un municipi al sud-est de la comarca Gúdar-Javalambre a la província de Terol, Aragó. El terme municipal limita amb la província de Castelló, al País Valencià. Situat als estreps del Sistema Ibèric, està travessat pels rius Millars (o Mijares) i San Agustín (o Maimona) i situat entre les serres de Pina de Montalgrau, Javalambre i Gúdar. La carretera TE-V-2131 connecta en tan sols uns minuts San Agustín amb la N-234 i A-23. San Agustín dista 59 km a la capital de la província i 245 km a Saragossa. Altres distàncies al País Valencià són Sogorb 37 km, Castelló de la Plana 92 km i València 90 km Barcelona és a 361 km, Reus a 285 km i Madrid a 439 km

## Geografia
Gran part del terme municipal es concentra en l'entorn del riu de la Maimona, que neix en les àrees càrstiques d'Alcotas-Barracas per unir-se al Millars a Montanejos (Castelló). Però la zona més interessant és la vall del Millars, riu que recorre el seu extrem nord seguint una falç excavada en calcàries terciàries, amb un canó de més de 200 m de profunditat i de gran bellesa, on se situen les cases de La Hoz i una central elèctrica. Grans acumulacions de travertins (tosca o carbonat càlcic) han estat dipositades pel riu, formant terrasses escalonades a diferents alçàries generades al llarg del Quaternari.
Dins del seu ampli terme municipal es troben les petites localitats de Los Baltasares, Cavallero, Collado Royo i Poviles, La García, La Hoz, Juan Din, Linares y Cerrito, Mas Blanco, Mases y Tamboríl, Los Pastores, Tarín Nuevo, Tarín Viejo, Los Peiros, Pozo La Muela i El Puntal (Puntalico). Aquestes localitats constitueixen a vegades cases aïllades o petits llogarrets majoritàriament deshabitats. La denominació pot ser Masía, Mas o Masada, vocables d'origen aragonès i català. El seu origen es remunta a repoblació d'aquestes terres durant l'alta edat mitjana després de la conquesta per part de Pere II d'Aragó.
San Agustín té una població de 165 habitants (2007) i està situat a 959 msnm.
El terme municipal de San Agustin limita amb els municipis d'Albentosa, Móra de Rubiols, Rubiols de Mora i Olba a la província de Terol. A la província de Castelló limita amb els municipis de Vilanova de la Reina (Villanueva de Viver), Pina de Montalgrau, Caudiel i Barraques. Sent la localitat de Vilanova de la Reina la més pròxima a tan sols 6 km de distància.
El clima de San Agustín és de tipus mediterrani amb influència continental. Es troba fortament condicionat per factors de tipus geogràfic: altitud i disposició compacta del relleu que aïlla de les influències directes mediterrànies, malgrat la proximitat del mar. Els hiverns són freds amb fortes nevades i els estius tenen un caràcter marcat continental, en que durant la nit la temperatura descendeix considerablement. Les precipitacions són habituals durant els mesos de setembre, octubre i abril.

## Descripció
Nucli urbà format per una xarxa de carrerons omplerts de corbes i recolzades on s'aixequen habitatges que responen a les maneres arquitectòniques de la zona predominant les típiques façanes enfoscadas en blanc realitzant una bicromia amb el color torrat i vermellós de les teulades.
La riquesa arqueològica de San Agustín inclou poblats com El Picayo o com els Turons de Lucino, ambdós de l'edat del bronze però reocupats en època ibèrica. Digne de menció és també l'enclavament d'El Morrón de la Masía de Palacio, un interessant poblat habitat des del bronze mitjà fins a camps d'urnes.
Sobresortint per sobre del nucli urbà, observem els volums de l'església barroca construïda el segle xvii. L'església parroquial està sota l'advocació del sant que dona nom al poble. Com correspon a una obra barroca del segle xvii, presenta les seves tres naus cobertes amb volta de mig canó, llevat de la capella major, tancada amb una volta bufafa. La torre, als peus, en el costat de l'evangeli, és de dos cossos: l'inferior de maçoneria amb carreus reforçant les seves cantonades i el de campanes de maó. La portada es troba definida per pilastres que es decoren amb requadres manieristes, i està precedida d'un espai a tall d'atri que va ser en origen el cementiri. Al Museu Diocesà de Terol es conserva procedent d'aquesta localitat una interessant taula del segle xv, d'estil gòtic, que representa la verge i el Nen.
Són algunes les ermites que s'aixequen en l'entorn de la localitat, es pot destacar la d'Ermita de San Agustín, Teruel. Obra gòtic-mudèjar del segle xv, amb nau coberta per fusta a dues aigües i espadanya als peus.
Als afores del poble, trobem l'ermita de Loreto, datada el 1629. De maçoneria, la seva única nau es cobreix mitjançant volta de canó amb llunetes. L'atri es recolza en columnes de pedra en els angles.
Al costat del llogarret de Los Mases i el riu San Agustín, s'aixeca el denominat conjunt de Pradas format per un castell i ermita. Del Castell de Pradas, es conserven algunes restes d'edificacions defensives, com la torre-fort de planta quadrada amb dues portes d'arcs de mig punt enfrontades, espitlleres i rematada emmerletada. També podem contemplar empremtes de l'emmurallament i d'un petit fortí. El castell va pertànyer a la Baronia d'Escriche i va ser construït probablement el segle xv.
Quant a l'Ermita de la Verge de la Pradas, es pot assenyalar que es tracta d'una atractiva construcció gòtica del segle xv de nau única i coberta a dues aigües. Va ser propietat del baró d'Escriche, que la va cedir el 1865, sent renovada a l'any següent, quan es van restaurar els arcs. El 1917 es va realitzar el porxo lateral de forma arquitrabada sobre tres columnes octogonals de pedra. Es va restaurar el 1985. La seva única nau, obra de maçoneria i picapedreria, es cobreix amb una sostrada de fusta a dues aigües, i té un arc triomfal apuntat. Té cor alt, i l'espadanya de dues aigües se situa als peus.
Als afores de la població es troba la Font de la Verge del Pilar, datada el 1796, amb canons en forma de cap de lleó protegides per un arc de mig punt.

## Medi natural
A la zona, la flora és rica i variada, destacant els boscos d'alzines (carrasca en aragonès i català) i roure (rebollo en aragonès, roure en català). Així mateix destaca una població de sabines nodrida, a més d'altres espècies com àlbers, pollancres i avellaners a les zones de ribera. Són destacables els boscos de pins en els límits del municipi amb la serra de Pina de Montalgrao.
Són freqüents i populars pels seus usos medicinals, espècies com la farigola, l'sajolida, el romaní o l'espígol. La gran extensió del municipi i la varietat dels seus ecosistemes propinen una fauna molt diversificada que inclou des de mamífers (eriçó, teixó o mostela, llebre, conill, esquirol i liró) a aus rapaces (àguila reial, perdiu, guatlla) sense oblidar els animals aquàtics com la truita comuna, el cranc o el barb comú a les zones més baixes i càlides dels rius.
Destaquen en el terme els cingles del riu Millars, on poden observar-se avions, aufranys i diversos rapaços, al costat d'espècies vegetals adaptades a viure en escarpes i sobre la roca com les saxífragues i diverses falgueres. També resulta remarcable un enclavament de Quercus faginea al nord-est del municipi. Entre els paratges més espectaculars de la zona destaquen: el paratge de Las Fuentes, la font de La Canaleta, el riu San Agustín en Los Mases, el barranc de Los Peiros i el Pont del Diable sobre el riu Mijares en la Fonseca.

## Festivitats
Entre el 27 i el 31 d'agost, tenen lloc les festes en honor de sant Agustí i la Verge de Pradas.